# Assembleia Suprema Islâmica do Iraque
A Assembleia Suprema Islâmica do Iraque (ASII), também conhecido como Conselho Supremo Islâmico do Iraque (CSII; em árabe: المجلس الأعلى الإسلامي العراقي), anteriormente chamada de Assembleia Suprema para a Revolução Islâmica no Iraque, é um partido político iraquiano que defende os interesses do grupo étnico-religioso dos árabes xiitas (grupo majoritário na população deste país).
A ideologia da ASII é o islamismo politico xiita; é fortemente inspirado pela Revolução Islâmica que teve lugar no vizinho país do Irã em 1979. Durante a maior parte de sua história o objetivo fundamental era criar um regime teocrático no Iraque, à imagem e semelhança do iraniano.

## Histórico

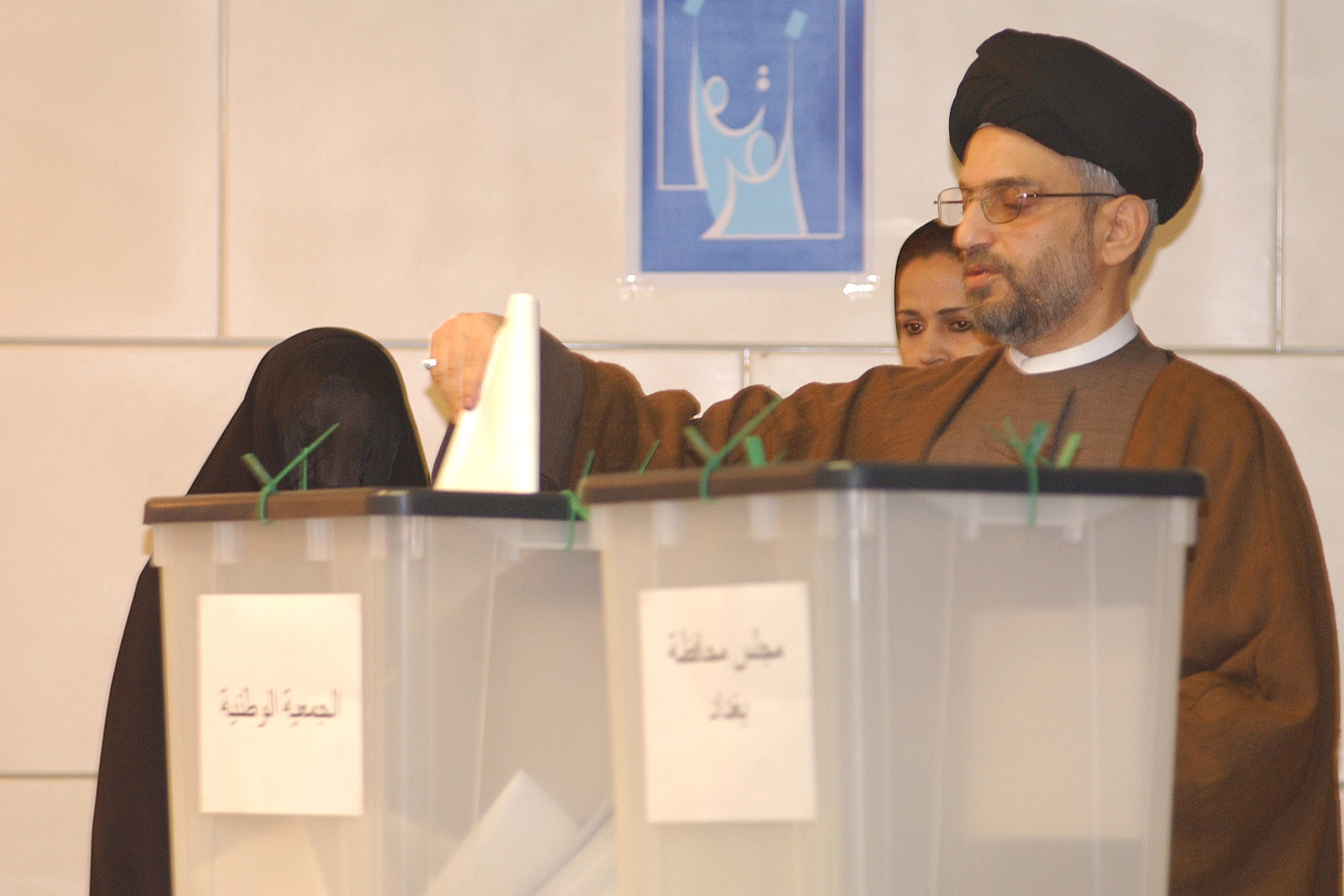
Abdul Aziz Al Hakim depositando seu voto nas eleições de janeiro de 2005.

A ASRII foi fundada em 1982, pelo Aiatolá Mohamed Baqir al-Hakim; naquele momento o antigo Partido Islâmico Dawa parecia a ponto de desaparecer por conta da intensa repressão que sofria pela ditadura de Saddam Hussein.
O Dawa era o partido majoritário dentre os xiitas iraquianos, e o único que lutava para criar um regime inspirado nos princípios religiosos do xiismo. Seu desaparecimento significava um duro golpe na população xiita, majoritária no Iraque.
Diante desse perigo, al-Hakim decidiu fundar um novo partido, que continuaria a luta do Dawa e a radicalizaria. A fundação teve lugar na capital iraniana, Teerã, onde este vivia exilado para fugir à perseguição do regime de Hussein.
Desde o primeiro momento o partido contou com apoio do governo iraniano, que o financiava na esperança de derrubar o regime adversário vizinho, e implantar um governo islâmico aliado, durante os anos da guerra Irã-Iraque (1980-1988).
Seus líderes voltaram ao país, em 2003, quando o país foi invadido pelos Estados Unidos e o regime de Saddam foi derrubado. Em 29 de agosto desse ano, entretanto, um atentado terrorista na cidade de Najaf matou al-Hakim e outras 83 pessoas. Seu irmão, Abdul Aziz al Hakim, converteu-se então no líder máximo do partido.